# Václav Vojta
Václav Vojta (12 de julio de 1917 - 12 de septiembre de 2000) fue un pediatra checo que da nombre a un método de fisioterapia que utiliza una terapia de locomoción refleja para combatir la parálisis cerebral en la etapa infantil. Se basa en presiones constantes y mantenidas en puntos corporales muy determinados y también con una dirección muy precisa, aplicadas en una postura concreta. En un número difícilmente determinable de casos, se producen patrones arcaicos de movimiento, y se disminuye con ello la espasticidad del paciente.